# Lisa Stansfield
Lisa Jane Stansfield (Heywood (Greater Manchester), 11 april 1966) is een Brits singer-songwriter en actrice. Haar grootste hits scoorde ze in de late jaren 80 en de vroege jaren 90.

## Biografie

### Beginjaren en Blue Zone
Op veertienjarige leeftijd won ze een talentenjacht georganiseerd door een plaatselijke krant, waarna ze haar televisiedebuut kon maken.
In 1983 vormde ze samen met twee vriendinnen van school de groep Blue Zone. Hun eerste single On Fire uit 1987 was aanvankelijk populair, maar werd uit de handel genomen na een grote brand op het Londense metrostation King's Cross.

### Solocarrière
In 1989 kwam de grote doorbraak, toen Stansfield het nummer People hold on van Coldcut mocht inzingen. Dit nummer werd een grote internationale hit, waarna Stansfield een solocarrière begon. Haar eerste single All Around the World werd een nummer 1-hit in Nederland begin 1990. Later volgden nog enkele kleinere hits. Ze won drie Brit Awards in de categorieën voor beste vrouwelijke nieuwkomer (1990) en beste vrouwelijke artiest (1991, 1992).
In 1999 maakte Stansfield haar acteerdebuut in de film Swing waarvoor ze ook enkele nummers had opgenomen. Verder verscheen dat jaar The Longer We Make Love, een duet met haar grote held Barry White, afkomstig van diens album Staying Power.
In 2002 schitterde Stansfield in de Britse versie van De Vagina Monologen en nam ze haar eerste live-dvd op in het Londense jazzcafe Ronnie Scott's.
In 2005 verscheen het album Lisa Stansfield waarop de zangeres samenwerkte met producer Trevor Horn. Daarna richtte ze zich op haar carrière als (stem)actrice, met rollen in onder meer The Edge of Love (2007) en Northern Soul (2012).

### Recent
Op 13 augustus 2013, tijdens een uitgebreide greatest hits-tournee kondigde Stansfield aan dat er een nieuw album op komst was; haar eerste in bijna negen jaar. Seven, met de single Can't Dance, kwam op 31 januari 2014 in Nederland en België uit. In mei hervatte ze haar tournee waarbij ze drie concerten in Nederland gaf. In augustus 2015, bijna een jaar na dato, verscheen de cd/dvd Live in Manchester.
Voorafgegaan door de single Billionaire bracht Stansfield in april 2018 haar tiende album uit; Deeper haalde in eigen land de top 20. De tweede single, Everything, werd een nr. 1-hit in de Britse soulchart. Stansfield promootte het album met een Europese tournee waarbij ze op 24 april naar de Melkweg kwam. In oktober begon ze aan haar eerste Noord-Amerikaanse optredens in twintig jaar.

## Privé
Stansfield is getrouwd met cinematograaf en co-schrijver Ian Devaney. Ze leerden elkaar op veertienjarige leeftijd kennen, en vormden in 1980 een schoolband.

## Discografie

### Albums
| Album met eventuele hitnotering(en) in de Nederlandse Album Top 100 | Datum van verschijnen | Datum van binnenkomst | Hoogste positie | Aantal weken | Opmerkingen |
| ------------------------------------------------------------------- | --------------------- | --------------------- | --------------- | ------------ | ----------- |
| Affection                                                           | 1989                  | 09-12-1989            | 6               | 25           |             |
| Real Love                                                           | 1991                  | 30-11-1991            | 5               | 34           |             |
| So Natural                                                          | 1993                  | 27-11-1993            | 33              | 13           |             |
| Lisa Stansfield                                                     | 1997                  | 05-04-1997            | 18              | 14           |             |

| Album met hitnotering(en) in de Vlaamse Ultratop 200 albums | Datum van verschijnen | Datum van binnenkomst | Hoogste positie | Aantal weken | Opmerkingen   |
| ----------------------------------------------------------- | --------------------- | --------------------- | --------------- | ------------ | ------------- |
| Lisa Stansfield                                             | 24-03-1997            | 12-04-1997            | 6               | 14           |               |
| Biography - The Greatest Hits                               | 10-02-2003            | 08-03-2003            | 37              | 1            | Verzamelalbum |
| The Moment                                                  | 28-02-2005            | 02-04-2005            | 90              | 4            |               |
| Seven                                                       | 31-01-2014            | 15-02-2014            | 133             | 2            |               |

### Singles
| Single met eventuele hitnotering(en) in de Nederlandse Top 40 | Datum van verschijnen | Datum van binnenkomst | Hoogste positie | Aantal weken | Opmerkingen                                               |
| ------------------------------------------------------------- | --------------------- | --------------------- | --------------- | ------------ | --------------------------------------------------------- |
| People Hold On                                                | 1989                  | 08-04-1989            | tip4            | -            | met Coldcut                                               |
| All Around the World                                          | 1989                  | 18-11-1989            | 1(4wk)          | 14           | Alarmschijf                                               |
| Live Together                                                 | 1990                  | 24-02-1990            | 5               | 7            |                                                           |
| What Did I Do to You?                                         | 1990                  | 12-05-1990            | tip2            | -            |                                                           |
| Change                                                        | 1991                  | 02-11-1991            | 7               | 11           | Alarmschijf                                               |
| All Woman                                                     | 1992                  | 18-01-1992            | 21              | 4            |                                                           |
| Time of Make You Mine                                         | 1992                  | 14-03-1992            | tip2            | -            |                                                           |
| Set Your Loving Free                                          | 1992                  | 27-06-1992            | 36              | 3            |                                                           |
| Someday (I'm Coming Back)                                     | 1993                  | 23-01-1993            | 30              | 2            |                                                           |
| In All the Right Places                                       | 1993                  | 24-07-1993            | 20              | 5            |                                                           |
| So Natural                                                    | 1993                  | 30-10-1993            | tip6            | -            |                                                           |
| People Hold On (remix)                                        | 1997                  | 25-01-1997            | tip9            | -            | met The Dirty Rotten Scoundrels / Dancesmash op Radio 538 |
| The Real Thing                                                | 1997                  | 22-03-1997            | tip7            | -            |                                                           |

| Single met hitnotering(en) in de Vlaamse Ultratop 50 | Datum van verschijnen | Datum van binnenkomst | Hoogste positie | Aantal weken | Opmerkingen                     |
| ---------------------------------------------------- | --------------------- | --------------------- | --------------- | ------------ | ------------------------------- |
| People Hold On                                       | 03-1989               | 06-05-1989            | 32              | 4            | met Coldcut                     |
| All Around the World                                 | 16-10-1989            | 02-12-1989            | 1(1wk)          | 15           |                                 |
| Live Together                                        | 02-1990               | 03-03-1990            | 7               | 9            |                                 |
| What Did I Do to You?                                | 1990                  | 26-05-1990            | 37              | 6            |                                 |
| Change                                               | 22-10-1991            | 16-11-1991            | 6               | 12           |                                 |
| All Woman                                            | 02-12-1991            | 01-02-1992            | 28              | 8            |                                 |
| Time to Make You Mine                                | 1992                  | 11-04-1992            | 47              | 2            |                                 |
| Someday (I'm Coming Back)                            | 1992                  | 06-02-1993            | 39              | 3            |                                 |
| People Hold On (remix)                               | 1997                  | 15-02-1997            | 40              | 4            | met The Dirty Rotten Scoundrels |
| The Real Thing                                       | 10-03-1997            | 12-04-1997            | 38              | 7            |                                 |
| Never, Never Gonna Give You Up                       | 02-06-1997            | 21-06-1997            | tip5            | -            |                                 |
| Carry On                                             | 14-02-2014            | 15-03-2014            | tip44           | -            |                                 |

### NPO Radio 2 Top 2000
| Nummer met noteringen in de NPO Radio 2 Top 2000 | '99  | '00 | '01  | '02  |
| ------------------------------------------------ | ---- | --- | ---- | ---- |
| All Around the World                             | 1472 | -   | 1967 | 1949 |

1. ↑  Een '-' betekent dat het nummer niet was genoteerd en een vetgedrukt getal geeft de hoogste notering aan.
2. ↑  Deze tabel is bijgewerkt tot en met de laatste editie (2024).

## Filmografie
- 1999: Swing
- 2007: Marple: Ordeal by Innocence
- 2007: Quest for a Heart (stemacteur)
- 2008: The Edge of Love
- 2013: Northern Soul

## Prijzen/nominaties[1]
- American Music Awards
  - Genomineerd: Favoriete vrouwelijke artiest (1990)
  - Genomineerd: Favoriete nieuwe artiest (1990)
- Grammy Awards
  - Genomineerd: Nieuwe artiest (1990)
  - Genomineerd: Vrouwelijke popzangeres (1990)
  - Gewonnen: Beste nieuwe artiest (1990)
- BRIT Awards
  - Beste Britse nieuwkomer (1990)
  - Beste Britse vrouw (1991)
  - Beste Britse vrouw (1992)
- DMC Awards
  - Genomineerd: Beste artiest (1990)
  - Genomineerd: Beste album: Affection (1990)
  - Genomineerd: Beste album:Real Love (1991)
- MTV Video Music Awards
  - Genomineerd: Beste nieuwe artiest (1990)
- World Music Awards
  - Beste Britse act (1991)
- ASCAP Awards
  - Schrijver van het meest uitgevoerde nummer "All Around the World" (1991)